# Глинський Сидір Купріянович
Сидір (Ісидор) Купріянович Глинський (16 лютого 1860, с. Чернелів-Руський, Австрійська імперія — 20 квітня 1931, с. Буцнів, нині Україна) — український греко-католицький священник, етнограф, громадсько-освітній діяч. Дійсний член НТШ (1893).

## Життєпис
Сидір (Ісидор) Глинський народився 16 лютого 1860 року в селі Чернелеві-Руському, нині Байковецької громади Тернопільського району Тернопільської области України.
Навчався в гімназії в Тернополі (1877). Закінчив теологічний факультет Львівського університету (1881).
1883 року рукопокладений в сан священника. Від 1887 — на парафії в Буцневі. Брав участь у культурно-освітньому житті Тернопільського повіту, член шкільної ради, «Просвіти», «Рідної школи», «Сільського господаря» та товариства охорони й опіки дітей.
Збирав фольклористичні, краєзнавчі й археологічні матеріали, передавав їх у НТШ, деякі з них опубліковані. Особистий архів о. Глинського зберігається у Львівській національній бібліотеці України імені Василя Стефаника.
Підтримував зв'язки з Олександром Барвінським, Йосиф Білинським, Осипом Маковеєм, Корнилом Устияновичем, Володимиром Шухевичем, чеським ученим Франтішеком Ржегоржем та іншими.
Помер 20 квітня 1931 року в Буцневі Тернопільського району.